# Jeanne d’Arc (1930)
Jeanne d′Arc – francuski krążownik lekki i okręt szkolny, piąty okręt o tej nazwie. Okręt przejął obowiązki szkolenia kadetów od krążownika pancernego „Jeanne d’Arc” i przekazał obowiązki szkoleniowe następcy śmigłowcowcowi w 1964 roku.

## Historia
W latach 20. XX wieku zaistniała potrzeba zastąpienia dotychczasowego okrętu szkolnego dla kadetów marynarki wojennej Francji, starzejącego się zaadaptowanego krążownika pancernego „Jeanne d’Arc” nową jednostką. Rozważano projekt przebudowy innego krążownika lub statku pasażerskiego lub budowy nowej jednostki. Zdecydowano zbudować nowy okręt, dysponujący nowoczesnym uzbrojeniem i wyposażeniem, który równocześnie mógłby służyć do celów bojowych na wypadek wojny. Pierwotnie marynarka proponowała budowę okrętu o wyporności 5000 ton, lecz komisja Senatu zasugerowała budowę większego okrętu, o większej wartości bojowej, więc projekt powiększono do 6500 ton. Otrzymał on uzbrojenie z ośmiu dział kalibru 155 mm, takie jak najnowsze krążowniki lekkie typu Duguay-Trouin. Jego budowę przewidziano w programie z 1926 roku, lecz zamówiono dopiero dwa lata później. 
Położenie stępki pod nowy okręt odbyło się w 1928 roku. Budowano go w stoczni Penhoët w Saint-Nazaire. Okręt został zbudowany w rekordowym czasie dwóch lat. Matką chrzestną nowej jednostki była żona ówczesnego ministra floty Georges’a Leyguesa. 

## Opis

### Uzbrojenie
Uzbrojenie główne stanowiło osiem armat kalibru 155 mm Mle 1920 w czterech dwudziałowych wieżach podobnych do krążowników typu Duguay-Trouin. Długość lufy wynosiła 50 kalibrów (L/50). Wieża dawała możliwość kąta podniesienia od -5° do +40°, a donośność przy największym podniesieniu wynosiła 26 100 m. Szybkostrzelność wynosiła 3-4 strz./min na działo. Strzelały pociskami przeciwpancernymi o masie 56,5 kg i burzącymi o masie 59 kg. Zapas amunicji wynosił 150 pocisków. W stosunku do krążowników typu Duguay-Trouin powiększono wieże dla celów szkoleniowych.
Uzbrojenie przeciwlotnicze stanowiły cztery pojedyncze armaty kalibru 75 mm Mle 1924 na podstawach Mle 1922. Zapas amunicji wynosił 400 na działo plus 50 pocisków oświetlających. Uzupełniały je dwa pojedyncze działka plot. 37 mm Mle 1925. 
Okręt miał dwie obrotowe wyrzutnie torped kalibru 550 mm Mle 1926S na pokładzie na burtach na wysokości przedniego komina. Przenoszono sześć torped Mle 1923D, w tym dwie w wyrzutniach, jednakże w czasie pokoju dwie z nich zastępowano torpedami ćwiczebnymi Mle 1924M.

### Opancerzenie
Podobnie jak francuskie pierwsze krążowniki lekkie, okręt był praktycznie nieopancerzony. Jedynie komory amunicyjne w kadłubie były chronione pancerzem 20 mm po bokach, a stanowisko dowodzenia dwuwarstwowym pancerzem grubości łącznej 30 mm. Szyb komunikacyjny był również chroniony pancerzem 20 mm.

### Napęd
Siłownia okrętowa była turboparowa, składająca się z czterech kotłów systemu du Temple, o ciśnieniu 20 at, i dwóch zespołów turbin, napędzających dwie śruby trójłopatowe o średnicy 3,65 m. Rozmieszczona była w układzie naprzemiennym w celu zwiększenia przeżywalności: od dziobu przedział dwóch kotłów, przedział prawoburtowych turbin, przedział dwóch kotłów i przedział lewoburtowych turbin. Zespoły turbin składały się z turbiny wysokiego i niskiego ciśnienia systemu Parsonsa, dwóch marszowych turbin akcyjnych Rateau i turbiny biegu wstecznego. Siłownia miała moc projektową 32 500 KM, co pozwalało na rozwijanie prędkości 25 węzłów, lecz na próbie godzinnej przy przeciążeniu osiągnięto 43 000 KM i 27,86 węzła. Zasięg wynosił 6670 mil morskich przy prędkości 11 węzłów i 2900 Mm przy 24 w. Zapas paliwa płynnego wynosił 1450 ton. Okręt miał cztery turbogeneratory o mocy po 200 kW i trzy agregaty prądotwórcze o mocy po 120 kW.

### Wyposażenie
Według projektu okręt miał być wyposażony w dwie katapulty dla dwóch wodnosamolotów rozpoznawczych CAMS 37, lecz nie zostały one zainstalowane ani zamówione. Wodnosamoloty były przenoszone na pokładzie i wodowane za pomocą dźwigów, co ograniczało ich praktyczne zastosowanie. Od października 1938 do maja 1940 roku używano zamiast nich łodzi latających Loire 130.

## Służba
6 października 1931 okręt został oddany do służby, już cztery dni później wypływał w swój pierwszy rejs szkoleniowy do Ameryki Łacińskiej. Do 1939 roku odbył wiele rejsów szkoleniowych. W maju 1940 r. okręt wraz z krążownikiem „Émile Bertin” i lotniskowcem „Béarn” uczestniczył w ewakuacji rezerw złota Banku Francji do Halifaksu w Kanadzie. Po podpisaniu przez Francję rozejmu w Compiègne krążownik został internowany na Martynice. 3 czerwca 1943 okręt wstąpił do sił Wolnej Francji. Krążownik przy udziale okrętu warsztatowego USS Vulcan został przezbrojony, dotychczasowe działka i karabiny plot zostały zastąpione przez działka Bofors 40 mm i 20 mm Oerlikons. Okręt uczestniczył w siłach Wolnej Francji w desancie na Korsykę oraz w operacji desantowej w południowej Francji.
Po wojnie krążownik dalej pełnił funkcję okrętu szkoleniowego, odbywając wiele rejsów do Afryki, na Morze Karaibskie i do francuskich kolonii. 16 lipca 1964 jego zadania przejął następca, krążownik śmigłowcowiec „Jeanne d’Arc”. Okręt zezłomowany w 1965 roku.